# Comité Paralímpico Angoleño
El Comité Paralímpico Angoleño (CPA) es la organización que coordina el deporte paralímpico en Angola. Se encuentra en la ciudad de Luanda y está afiliado al Comité Paralímpico Africano y al Comité Paralímpico Internacional.

## Historia
El Comité Paralímpico Angoleño fue fundado el 10 de noviembre de 1994 bajo la denominación de Asociación del Deporte para Deficientes de Angola (ADDA). El 10 de diciembre de 1996 pasó a denominarse Federación Angoleña de Deportes para Deficientes (FADD) y el 14 de septiembre de 2000 fue rebautizado como Comité Paralímpico Angoleño.